# Kîpuce
Kîpuce (în ucraineană Кипуче), cunoscut până în 2016 sub numele de Artemivsk (în ucraineană Артемівськ), este un oraș raional din raionul Perevalsk, regiunea Luhansk, Ucraina. În afara localității principale, nu cuprinde și alte sate.

## Istoric
Localitatea a luat naștere ca sat în anul 1910,în apropierea gării din Kîpîce și s-a numit inițial Katerînivka. În anul 1921 este redenumit ca și Artema, pentru ca în 1938 să capete numele actual și statutul de comună urbană. A fost declarat oraș în 1961.

## Demografie
Componența lingvistică a orașului Kîpuce
     Rusă (87,66%)
     Ucraineană (11,76%)
     Alte limbi (0,21%)
Conform recensământului din 2001, majoritatea populației orașului Kîpuce era vorbitoare de rusă (87,66%), existând în minoritate și vorbitori de ucraineană (11,76%).

## Economie
Principala ramură economică a localității o reprezintă exploatarea cărbunilor.